# Lambiek (bier)
Lambiek (ook lambik of lambic) is een streekbier uit de Zennevallei, waarin ook Brussel is gelegen, en vooral uit het Pajottenland ten zuidwesten van Brussel. Het wordt nu ook door enkele brouwerijen buiten deze streek gebrouwen, namelijk in West-Vlaanderen waar soortgelijke omstandigheden worden gevonden.

## De naam Lambiek
De naam 'lambiek' wordt voor het eerst vermeld als 'allambique' in 1794.
De naam lambiek is ook wel uitgelegd als een verbastering van de naam van de gemeente Lembeek, een verklaring die fel verdedigd werd door Frank Boon en wijlen Dr. Albert Valkeniers.
Een andere, meer plausibele uitleg is dat de naam afkomstig is van het Franse alambic, in het Nederlands alambiek, van de jenever- of brandewijnstokers. Lambiek/Lambic zou dus ontstaan zijn uit de verbastering van "bierre d’allambique". In de 19e eeuw was er ook sprake van geuze(n)lambiek, dat duidelijk onderscheiden werd van de gewone lambiek, alhoewel ze beide op vat werden geleverd.

## Kenmerken

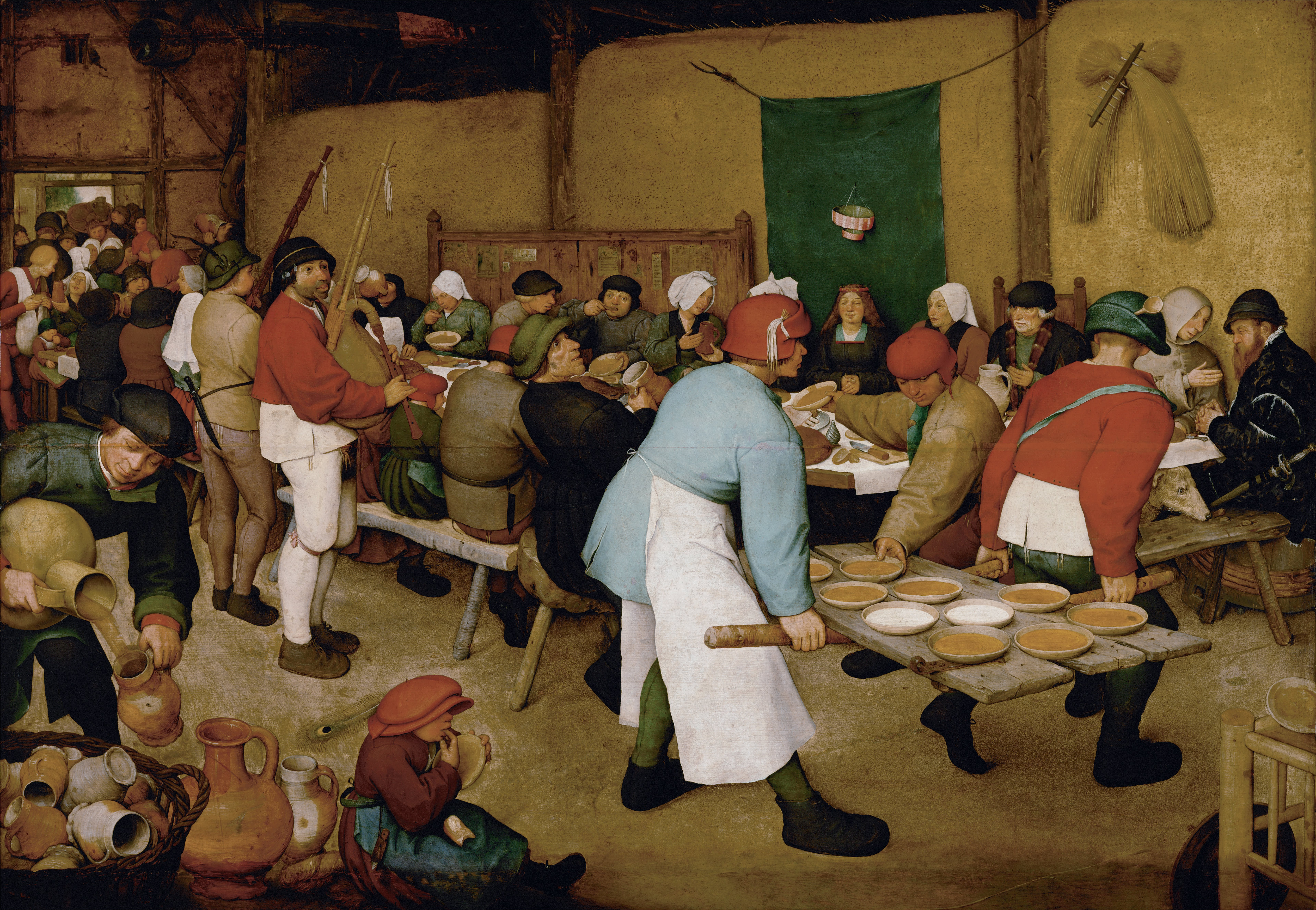
Pieter Bruegel de oude, Boerenbruiloft, let op de bierkruiken en -potten linksonder

Kenmerkend voor lambiek is dat het door spontane gisting met wilde gisten uit de buitenlucht ontstaat. Het wordt met gemoute gerst, ongemoute tarwe en veel oude hop gebrouwen en het gist in eikenhouten vaten.
Er wordt 500.000 hectoliter per jaar van gebrouwen, waarvan 200.000 hectoliter door brouwerij Belle-Vue van de InBev-groep. Lambiek werd eertijds puur van het vat gedronken, het is een bij uitstek dorstlessende drank en werd dan veel geschonken aan de arbeiders in de typische aarden kruiken zoals ze te zien zijn in het schilderij "De boerenbruiloft". Veel boeren brachten een deel van hun graanoogst naar de plaatselijke brouwerij waar er dan lambiek van gemaakt werd. De meeste lambiek dient als grondstof voor geuze, kriek of faro.
Lambiek is een door de Europese Unie erkende en beschermde gegarandeerde traditionele specialiteit. Voordien was het door het Vlaams Centrum voor Agro- en Visserijmarketing (VLAM) reeds erkend als streekproduct.

## Brouwmethode

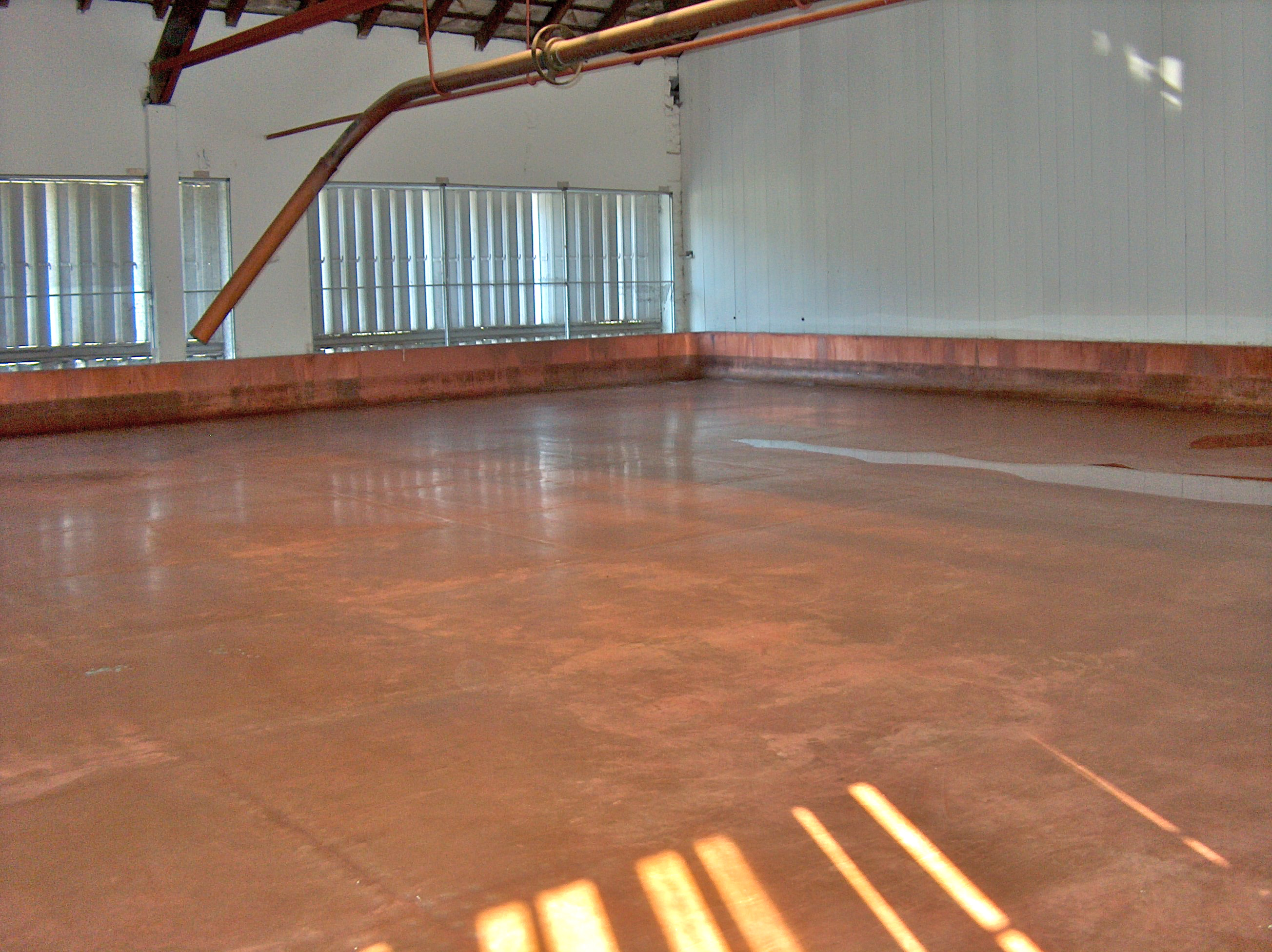
Koperen koelschip of de koelton, waarin het wort gedurende een nacht wordt blootgesteld aan de micro-organismen in de buitenlucht

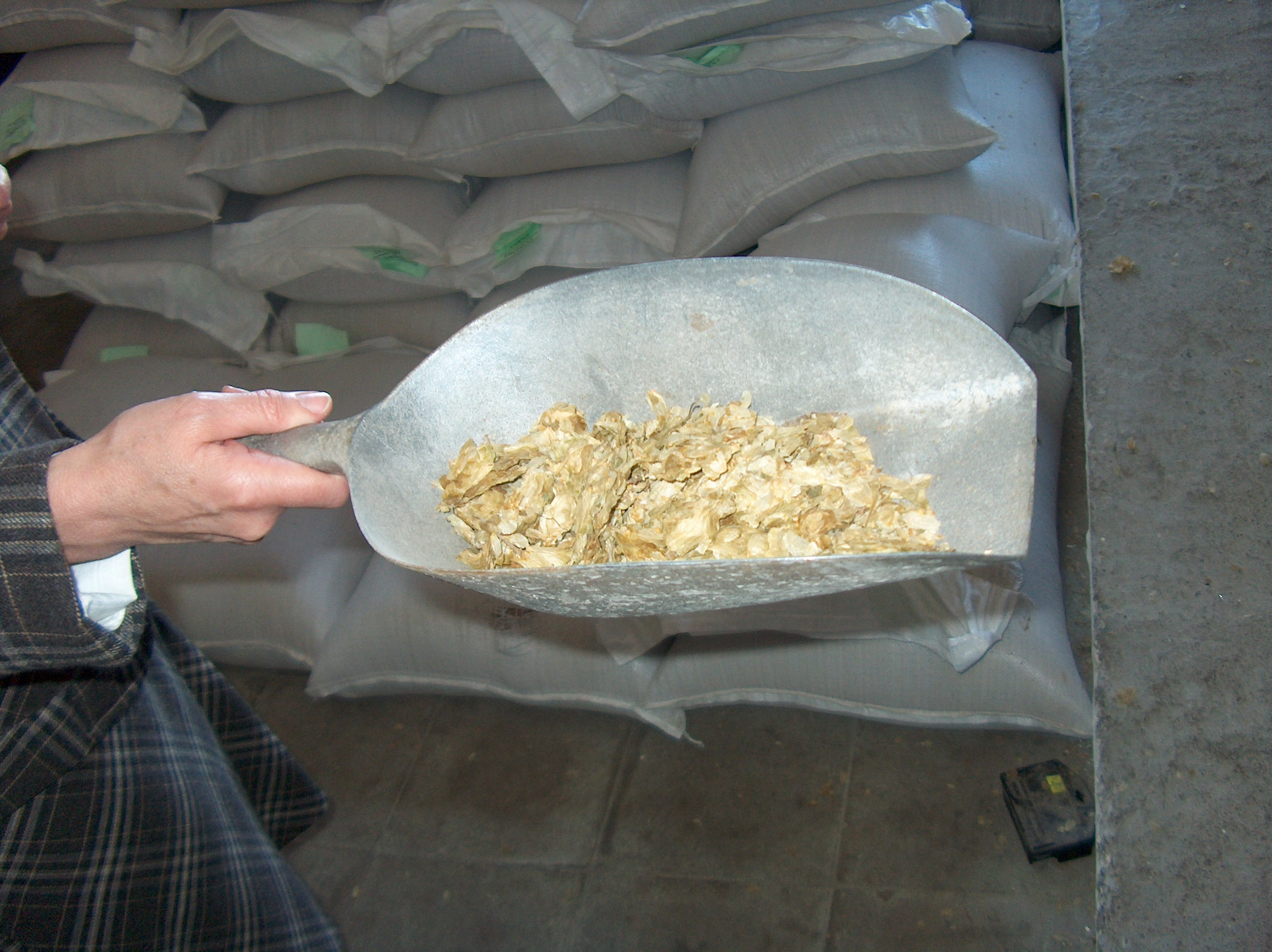
Overjaarse hop

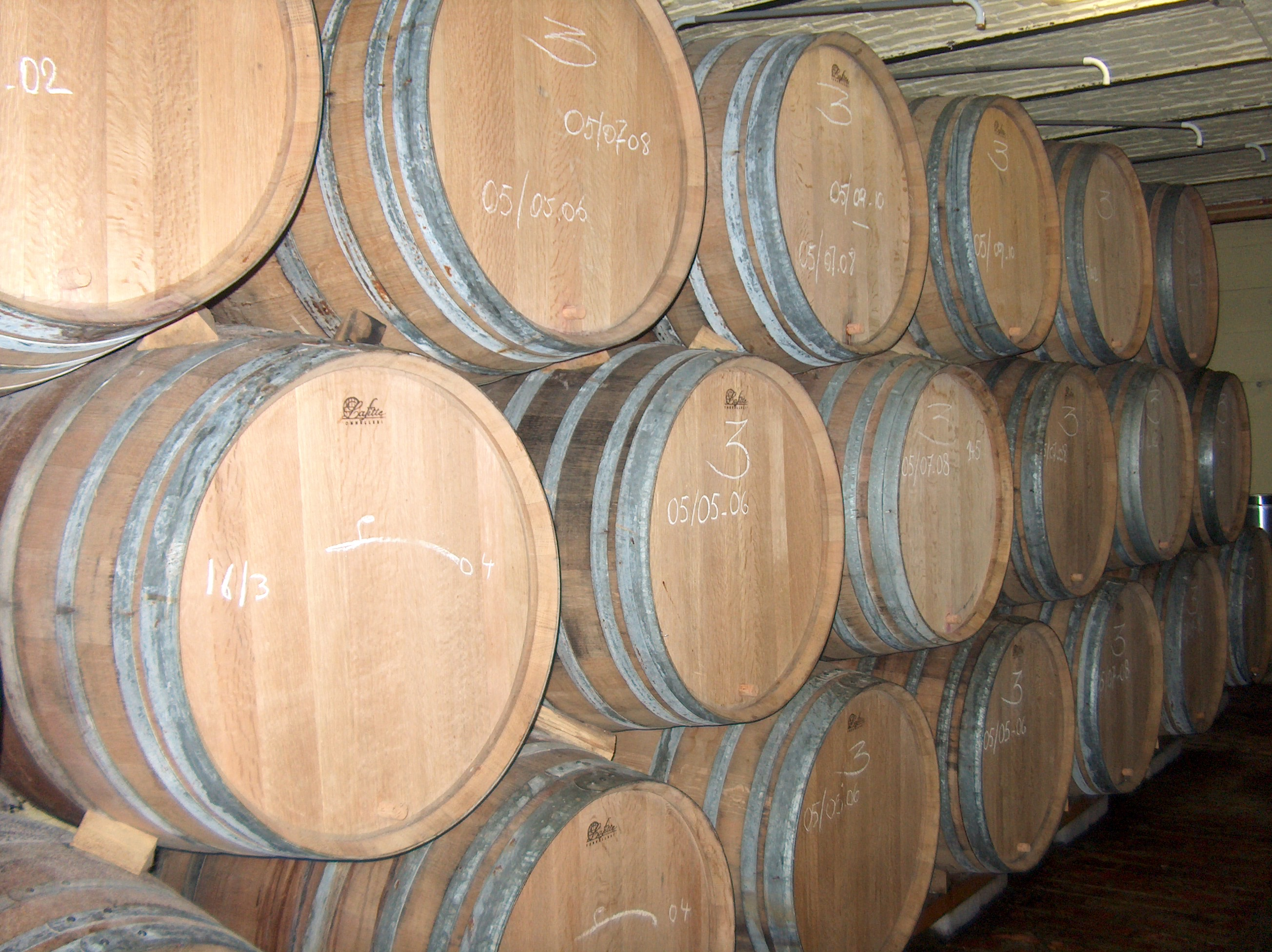
Eikenhouten vaten lambiek. Het tonmerk duidt aan van welke brouwerij ze komen, en de datum wanneer het wort werd gebrouwen.

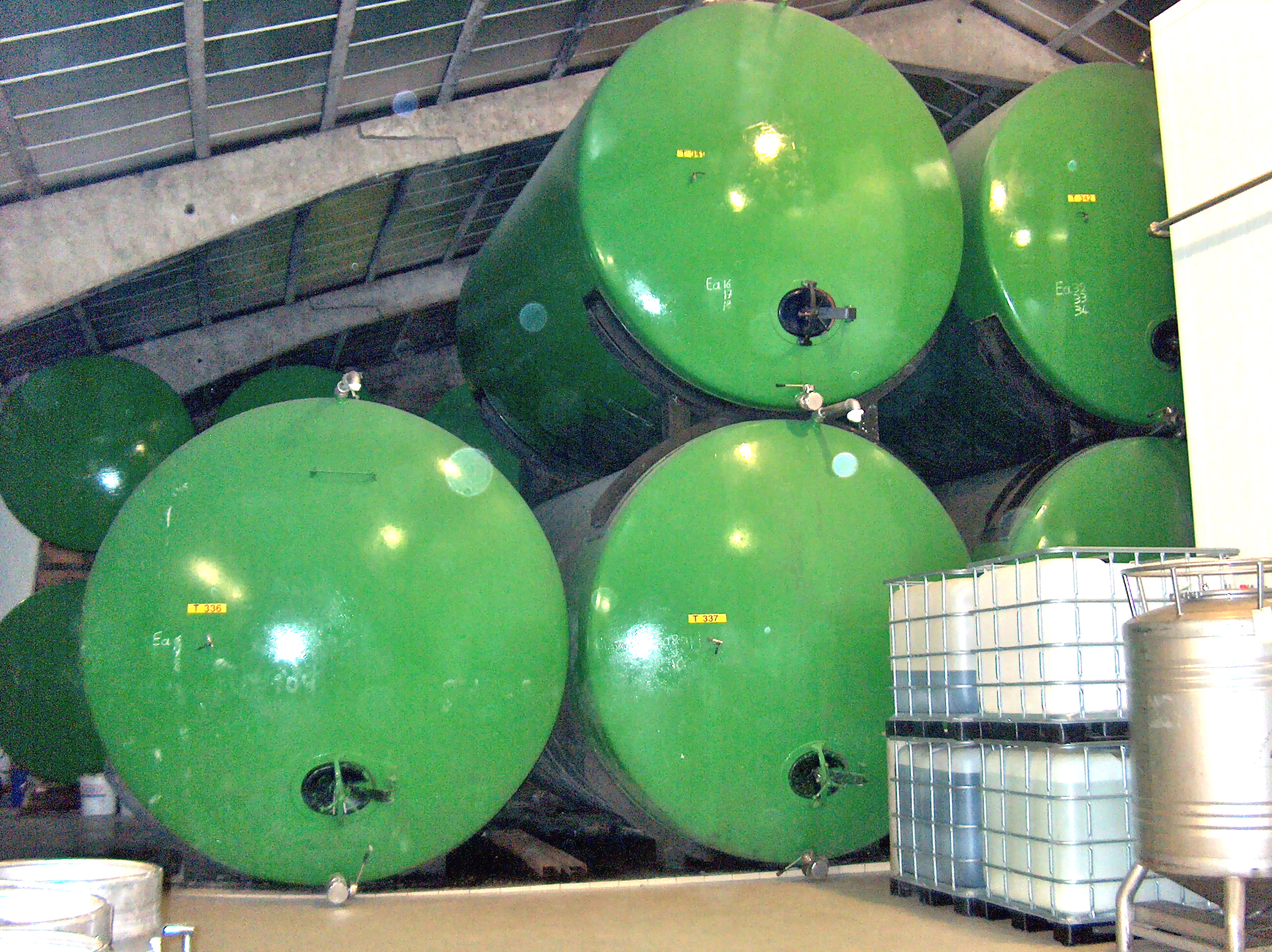
Roestvaststalen vaten lambiek in brouwerij Lindemans

### Spontane gisting
Lambiek was eertijds een seizoensbier dat enkel tijdens de wintermaanden gebrouwen werd, maar nu heeft men middelen om de temperatuur tijdens het gistingsproces in de hand te houden. De nodige gisten zijn enkel van begin oktober tot eind april aanwezig in de juiste verhoudingen. Vroeger was het brouwen zelfs verboden voor de naamdag van de beschermheilige van Brussel, Sint-Michiel (29 september) of na die van de andere drakendodende heilige Sint-Joris (23 april). Dit kwam ook goed uit: lambiek werd eerst gebrouwen door boeren. Zij deden dat na hun oogst, wanneer ze over graan en tijd beschikten.
Spontane gisting bij het bierbrouwen werd al zo'n 5000 jaar geleden in Mesopotamië toegepast en kwam tot na de middeleeuwen nog op grote schaal voor. Het brouwen van lambiek verschilt van het brouwen van andere bieren door het gebruik van wilde, gemengde gisten. Er zweven in de lucht 86 verschillende natuurlijke gistsoorten. Gisting begint in de eerste drie maanden door Saccharomyces globulus en Saccharomyces dairensis, daarna Saccharomyces uvarum, Saccharomyces bayanus en Saccharomyces cerevisiae. Tot de achtste maand gebeurt melkzuurgisting veroorzaakt door melkzuurbacteriën, vooral Pediococcus cerevisiae. Daarna start de secundaire alcoholische gisting met vorming van ethyllactaat vooral door de gisten Brettanomyces bruxellensis en Brettanomyces lambicus. De Deen Clausen ontdekte die gisten in 1904 in Engels stock beer, vandaar de naam. Het achtervoegsel verwijst naar Brussel en naar lambiek. Het is vooral die gisting die het aroma oplevert. Er bestaan 21 soorten Brettanomyces. Ze bezitten de eigenschap dat ze bestendig zijn tegen alcohol.

### Oorsprong
Volgens de lambiekmakers zelf heeft de lambiektraditie wortels tot in de middeleeuwen. Zo zou in 1420 hertog Jan IV van Brabant een edict hebben uitgevaardigd om meer tarwe aan bier toe te voegen om de kwaliteit te verbeteren. Dit edict is echter nooit gevonden.
Verder wordt vaak een document van stadsontvanger Remi le Mercier van Halle uit 1559 geciteerd, waarvan de (uit het Frans vertaalde) tekst luidt:
Niemand mag een beslag aanmaken zonder er zestien razieren graan in te doen, te weten zes razieren tarwe en tien razieren gerst en haver die samen zestien razieren maken, zoals men vanouds placht te doen
Een "razier" is een oude graanmaat van ongeveer 50 liter. Een verhouding van 6 op 16 impliceert voor tarwe echter een volumepercentage van 37,5%, wat neerkomt op een gewichtspercentage van 49%, aanzienlijk meer dan de huidige maatstaven volgens welke lambiek tegenwoordig gebrouwen wordt: wettelijk ten minste 30% van de storting. In de middeleeuwen werd dus naast ongemoute tarwe en gerstemout ook haver aan het beslag toegevoegd. In de hedendaagse wettelijke definitie van lambiek, is enkel het minimum van 30% tarwe als essentiële ingrediëntsvereiste vermeld. Bovendien is het hier vermelde haver nooit een ingrediënt voor lambiek geweest. In feite is het recept uit 1559 eerder een recept voor witbier.
Vast staat, dat in de Middeleeuwen al actief gist aan bier werd toegevoegd, en dat bewuste spontane gisting mogelijk pas van later dateert.

### Oude hop
Aanvankelijk werd in de Middeleeuwen gruit aan bier toegevoegd om het smaak te geven. In de veertiende eeuw begonnen bierbrouwers op grote schaal hop te gebruiken vanwege de conserverende werking, omdat het de melkzuurbacteriën uitschakelt. Hop gaat de verzuring tegen.
Omdat een sterke, bittere smaak en geur van hop niet gewenst is in lambiek, wordt uitsluitend gebruikgemaakt van overjaarse hop, vrouwelijke, onbevruchte bellen die 2-3 jaar oud zijn. Dit gebruik van relatief veel (5 gram per liter) en oude hop is typisch voor lambiek. Lambiek is immers een zuur bier en met jongere hop zou het te bitter smaken en met minder hop zou het niet goed bewaren. Destijds gebruikte men voor lambiek dan ook bij voorkeur de minst bittere hopvariëteiten, zoals de zogenaamde Coigneau.
In traditionele brouwerijen gebeurt het maischen in open vaten. Dan moet het wort vier tot vijf uur koken om voldoende dextrine aan te maken. Voor pils is dat maar één tot twee uur. Daarna wordt het wort in een koelschip of koelvat uitgestort, waar het een nacht lang aan de lucht wordt blootgesteld. Tijdens deze afkoeling nesten zich wilde gisten in het wort. Die komen van de lucht, de tonnen, onder de daken enz. Onder brouwers worden verhalen verteld van brouwers die hun dak vervingen en toen niet meer in staat waren lambiek te brouwen.

### Eikenhouten vaten
Na deze afkoelingsperiode wordt de lambiek op eiken vaten van 250 liter, "pijpen" van 600 liter of "foeders" van 6000 of 12.000 liter getrokken waar hij enkele jaren verder doorgist. De vaten zijn dikwijls honderd jaar oud. Oorspronkelijk dienden daarvoor wijnvaten. Het schuim en het kooldioxide dat bij het gisten ontstaat, ontwijkt door een opening in de spon. Na de eerste gisting wordt die opening afgedekt met watten om bij een eventuele latere gisting de gassen te laten ontsnappen en om te beletten dat het brouwsel besmet wordt door o.a. fruitvliegjes. Daarom schuimt lambiek nauwelijks. Later wordt hij eventueel versneden tot geuze. In sommige brouwerijen worden naast eiken vaten ook roestvaststalen vaten met houtkrullen erin gebruikt die toelaten dat bepaalde micro-organismen zich op het hout kunnen vasthechten en om aldus de typerende lambieksmaak na te bootsen, hier wordt een waterslot als afsluiting gebruikt en soms wordt het vrijgekomen gas gebruikt voor latere saturatie van de lambiek voor de vervaardiging van zogenaamde gefilterde geuze. Soms wordt ook kastanjehout gebruikt in plaats van eik.

## Smaak
Lambiek kan puur, rechtstreeks van het eikenhouten vat worden gedronken. Het bevat amper koolzuur en is dus plat, het heeft in het glas geen schuimkraag. Lambiek is zuur van smaak. Het is daardoor een goede dorstlesser; eertijds namen de boeren van het Pajottenland een kruik mee naar het veld.
De smaak van lambiek wordt ingedeeld in vier smaaklijnen:
1. De eerste smaaklijn loopt van de zogenaamde "nijge" lambiek, rijk aan azijnzuur en ethylacetaat tot de malse of "flauwe" lambiek zonder volmondigheid of zuren.
2. De tweede smaaklijn loopt van de zogenaamde "harde" lambiek, rijk aan melkzuur tot het zogenaamde "leeg bier".
3. De derde smaaklijn loopt van bitter door te veel oude hop tot flauw door te weinig hop.
4. De vierde smaaklijn loopt van "malse lambiek" tot zoete smaak veroorzaakt door micro-organismen afhankelijk van de brouwmethode.

Daarbij komt nog de smaak van de eikenhouten vaten en de typische smaak afkomstig van de wilde gisten, een oud leerachtig smaakje.

## Lambiekbieren
Lambiekbieren zijn bieren gemaakt met als basis lambiek. Faro is een goedkopere, minder alcoholische variant die gezoet werd en vooral door vrouwen en kinderen werd gedronken. Geuze is een mengsel van jonge en oude lambiek die nagist op de fles. Kriekenlambiek is een variant gegist met zure kersen. Meer recent zijn als variant daarop diverse fruitbieren ontstaan.

### Faro
De naam faro is in Brussel ook niet vóór de achttiende eeuw bekend.
Kijken we iets ruimer dan zien we faro in de noordelijke Nederlanden in de 16e en 17e eeuw die in Delft en Dordrecht gemaakt wordt en vooral veel in Zeeland wordt gedronken. Het was in de 16e eeuw in de accijnzen een van de zwaarder belaste biersoorten. In 1758 worden de accijnzen op bier aldus verwoord:
‘drie schellingen en vier grooten op ieder ton bier, en zeven schellingen vier grooten vls. op ieder ton faro’
Zo is in de tweede helft van de 18e eeuw faro nog steeds een zwaarder belaste soort bier in met name Zeeland.
Faro is lambiek met een lager alcoholgehalte (4,5–5,5 procent) die met kandijsuiker gezoet is. Faro gaat terug tot ten minste 1587, waar het wordt genoemd in een octrooirecht; Schout en Scheepenen van St. Adolphusland, genaamt Ooltjensplate mogen belasting heffen op, onder andere, ‘elke Tonne Faro ofte swaren Bieren'. Faro was in de 16e eeuw dus een zwaar bier in Zeeland. In die tijd werd de spelling Pharao/Farao/Pharo/Faro bier door elkaar gebruikt en betekende hetzelfde. Vanaf 1885 werd faro minder populair, omdat de beste lambiek gebruikt werd om geuze te steken. Na de Eerste Wereldoorlog werd kandij vervangen door sacharine. Vanaf het begin van de jaren zeventig kwam er hernieuwde interesse voor faro.
- Eind 19e eeuw zongen kinderen uit Mechelen:

't gaat regenen, 't gaat regenen, 't gaat regenen dat het giet en als wij geene faro hebben, dan drinken wij lambiek.
Hieruit blijkt, dat faro toen door kinderen en vrouwen gedronken werd, terwijl de duurdere, zuurdere en sterkere lambiek voor volwassen mannen was. We kunnen aannemen dat kinderen toen faro dronken, zoals ze later frisdrank gingen drinken. Het onderscheid faro voor vrouwen en lambiek voor mannen is later overgegaan in kriek voor vrouwen en geuze voor mannen.
- De dichter Baudelaire schreef in 1864:

De faro uit de grote latrine, de Zenne, getapt. Deze drank wordt dus uit de uitwerpselen van de stad bereid en zo drinkt Brussel sinds eeuwen zijn eigen urine.
Blijkbaar ging hij er dus van uit, dat water uit de Zenne gebruikt werd om faro te brouwen.

### Geuze

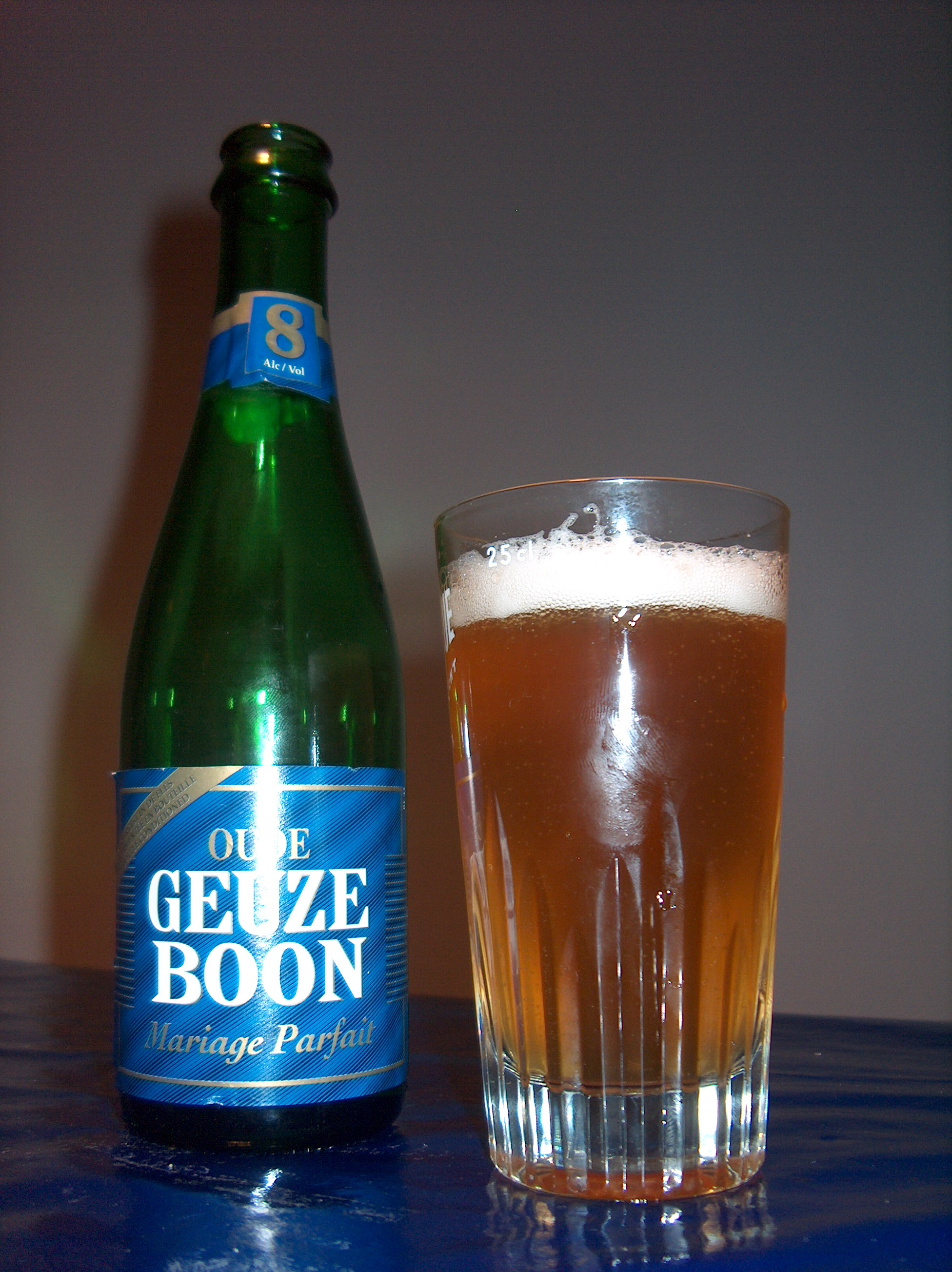
Oude Geuze met champagnefles van 37,5 cl. Het conische glas heeft een stevige bodem. De geuze vertoont de typische kleur en een kleine schuimkraag.

Geuze of gueuze wordt niet gebrouwen maar gestoken. Geuze is een mengsel van jonge en oude lambiek dat nagist op fles. Een lambiekbrouwerij gelegen in de Geuzestraat te Brussel kocht lege champagneflessen op en vulde deze met lambiek om ze aan particulieren te verkopen. Voordien was lambiek enkel per vat leverbaar. De brouwer ontdekte dat de lambiek in de fles helderder werd en meer schuimde. Dit kwam door nagisting op de fles. Men noemde dit "lambiek van de Geuzenstraat", kortweg "geuzelambiek" of geuze. Een van de oudste vermeldingen van een bier genaamd 'geuze' dateert van 1829. Het was ook internationaal populair, getuige een artikel in de krant L'Indépendance belge van 18 oktober 1844:
200 flessen gueuse-lambick werden bij een Brussels brouwer aangekocht en naar Constantinopel gestuurd voor rekening van sultan Abdul Medjid.
Twee dagen nadien, op 20 oktober 1844, schreef dezelfde krant:
Ene M. Achard de Tarcy neemt 500 flessen gueuse-lambick mee naar Brazilië om ze in Rio te verkopen.
Geuze in champagneflessen werd bekend met de Wereldtentoonstelling van 1888 te Brussel. De handige verpakking in champagneflessen en de lekkere smaak door steken en nagisten bracht een explosieve stijging van het verbruik teweeg.
In 1901 liet de Brusselse burgemeester Emile De Mot op een receptie in het stadhuis geuze serveren in plaats van champagne.
Geuzestekers kopen lambiek van verschillende brouwers, maken daarvan een eigen mengsel – dit heet "steken" – en laten dat rijpen tot een geuze met een eigen typische smaak. Zo is het gangbaar om jonge lambiek van een jaar te mengen met oude van twee of drie jaar. De oude lambiek geeft de smaak en de jonge lambiek zorgt voor de gisting. Een typisch mengsel bestaat uit 60% lambiek van één jaar, 30% van twee jaar en 10% van drie jaar. In jonge geuze overheerst de gist Brettanomyces custersianus, in oude geuze eerder Brettanomyces bruxellensis. Er blijven nu nog maar vijf geuzestekers over: 3 Fonteinen, De Cam, Hanssens, Brouwerij Oud Beersel en Gueuzerie Tilquin.
Oude geuze bevat geen suiker omdat die allemaal is uitvergist en mag door diabetici gedronken worden.
In de jaren 1960–1990 kende het verbruik een dieptepunt, vooral wegens de opgang van de pils. Sedert 1990 kennen geuze en kriek weer een groeiende vraag, ook uit het buitenland, vooral omdat ze gezoet werden. Enkele brouwerijen zijn klein en ambachtelijk gebleven terwijl andere groter en semi-industrieel zijn geworden.
Doordat traditionele lambiekbieren in champagneflessen worden gebotteld, zijn ze doorgaans goed te onderscheiden van de commerciële varianten. Slechts enkele commerciële lambiekbieren worden nog afgevuld in champagneflessen. Om te diversifiëren tussen de zure geuze en de nieuwe commerciële geuze wordt de zure geuze vaak op de markt gebracht onder de naam "oude geuze". De commerciële varianten worden soms smalend "capsulekensgeuze" genoemd, omdat op de fles een kroonkurk zit in plaats van een echte kurk. Capsulekensgeuze wordt verkocht in flesjes van 25 centiliter, maar oude geuze in champagneflessen van 75 of 37,5 centiliter. Een glas voor geuze is conisch, een glas voor lambiek is cilindrisch. In 1959 schreef Elseviers Weekblad:
Maar helaas, het is een te nobele drank om geen nabootsingen te vinden; in capsuleflesjes is hij geen geuze meer.

### Kriek

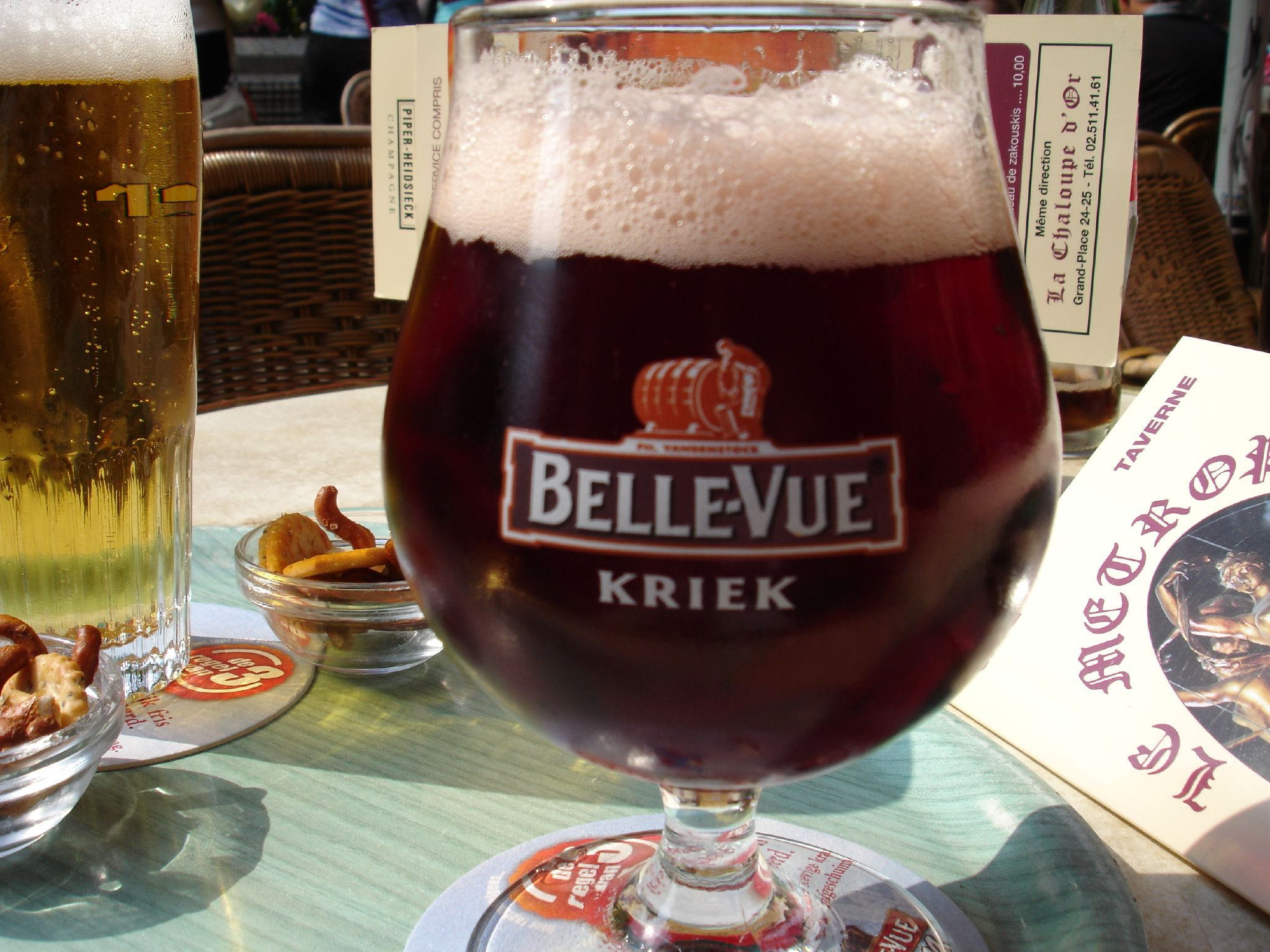
Een glas gezoete kriek.

Kriekenlambiek, kortweg kriek, ontstaat door per liter lambiek 200 tot 400 gram zure kersen, die in Vlaanderen krieken heten, vandaar de naam, toe te voegen. Oorspronkelijk werden morellen (Prunus cerasus L.) uit Schaarbeek gebruikt, maar omdat die zeldzaam geworden zijn worden anno 2012 noordkrieken uit Limburg, Duitsland of Denemarken gebruikt. Traditionele kriek moet enkele maanden rijpen op het vat en kan in champagneflessen gebotteld worden. De originele kriek wordt enkel vervaardigd op basis van hele vruchten en zonder toevoeging van zoetmiddelen of vruchtensap. De gisten in de lambiek vergisten de suikers in de vruchten tot alcohol en kooldioxide. Spinnen in de brouwerijen houden vliegjes weg van de gistende kriek.
Om te voldoen aan de vraag van grote horeca-uitbaters wordt in commerciële kriek vaak sap (en soms ook smaakstoffen) gemengd met lambiek of een ander hooggegist bier, omdat dit sneller klaar is voor verkoop. Het wordt gewoonlijk nog gefilterd, gepasteuriseerd en bijgezoet. Traditionele lambiekbieren zijn vanwege hun zure smaak bij het grote publiek minder geliefd, daarom hebben verschillende lambiekbrouwerijen commerciële varianten op de markt gebracht. Deze kriekbieren zijn zonder uitzondering sterk gezoet en bevatten meestal relatief weinig of geen lambiek.
Aan kriek worden gezondheidsbevorderende eigenschappen toegedicht. Apotheker Coelst, plaatsvervangend burgemeester van Brussel, schreef in 1941:
Ik ben herstellende van een ernstige ziekte en om me weer op de been te helpen, raadt de dokter mij aan iedere dag een glas geuze, en liever nog een glas kriek, te drinken.

### Fruitbier
Fruitbieren worden traditioneel gemaakt met lambiek en vruchten.
Onder de fruitbieren komen ook andere smaken voor dan alleen de traditionele kriek, bijvoorbeeld framboos, perzik, banaan, aardbei, en appel.

## Producenten

### België

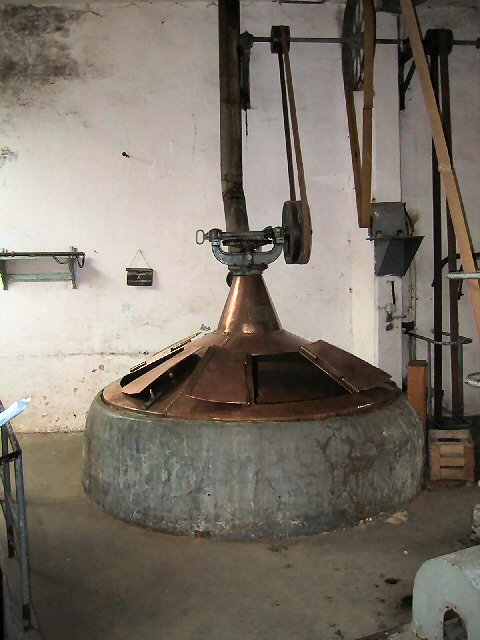
De traditionele brouwerij Cantillon te Anderlecht.

- Belle-Vue (Sint-Jans-Molenbeek): maakt sinds 1991 deel uit van InBev en is de grootste brouwerij met een productie van 200.000 hectoliter per jaar. Ze brouwt gezoete geuze, ongezoete lambiek en fruitbieren op basis van een industrieel productieproces;
- Boon (Lembeek, Halle): is de grootste geuzeproducent en brouwt met 15 mensen 15.000 hectoliter oude lambiek, waarmee zowel het traditionele geuze als gezoete fruitbieren worden gemaakt.[40]
- Cantillon (Anderlecht, Brussel): dit is een traditionele brouwerij van oude, platte en erg zure lambiekvarianten en gerstebieren van spontane gisting, maar ook fruitsmaken. De brouwerij gebruikt daarbij biologisch geteeld graan;[41]
- 3 Fonteinen (Beersel): hier brouwt en steekt één persoon 700 hectoliter oude lambiekvarianten, kriek- en druivenlambiek;[42]
- Mort Subite (Kobbegem, Asse): deze brouwerij behoort tot Brouwerijen Alken-Maes van de Heineken-groep en brouwt met negen medewerkers 50.000 hectoliter per jaar van zowel oude als gezoete lambiekvarianten;[43]
- De Troch (Wambeek, Ternat): dit is een brouwerij van acht man voor 4500 hectoliter van zowel oude als gezoete lambiekvarianten onder de naam "Chapeau";[44]
- Girardin (Sint-Ulriks-Kapelle, Dilbeek): dit is een brouwerij van oude lambiekvarianten. De voor lambiek benodigde tarwe wordt nog steeds zelf verbouwd. Daarnaast leverancier van lambieken aan alle huidige stekers;[45]
- Lindemans (Vlezenbeek, Sint-Pieters-Leeuw): dit is een brouwerij waar meer dan 70 mensen 125.000 hectoliter oude lambiek brouwen. Met deze lambiek wordt dan traditionele oude geuze en oude kriek gemaakt, zowel als gezoete fruitbieren;[46]
- Oud Beersel (Beersel): dit is een geuzestekerij van 300 hectoliter zware, ongezoete kriek en een stekerij van geuze;[47]
- Timmermans (Itterbeek, Dilbeek): dit is een brouwerij die tot John Martin behoort en waar negen mensen 50.000 hectoliter oude en gezoete lambiekvarianten brouwen;[48]
  - Bourgogne des Flandres (Brugge): een rood "Vlaams" bruin bier op basis van Brabants Lambiekbier, afkomstig van Timmermans. Het wordt gebrouwen in de binnenstad van Brugge.
- Geuzestekerij Hanssens Artisanaal (Dworp): produceert 600 hectoliter oude geuze en kriek met ingekochte lambiek;[49]
- Geuzestekerij De Cam (Gooik): deze geuzestekerij produceert 100 hectoliter per jaar met aangekocht wort.[50]
- Gueuzerie Tilquin (Bierk): de allereerste geuzestekerij van Wallonië.[51]

De Hoge Raad voor Ambachtelijke Lambiekbieren (afkorting HORAL), is het verbond van de ambachtelijke lambiekbrouwerijen. Als industriële brouwerij maakt Belle-Vue er geen deel van uit. De traditionele brouwerij Cantillon maakt er ook geen deel van uit: de eigenaar zet zich in Het Nieuwsblad van 5 november 2005 zowel af tegen de zoete producten van sommige collega's die lid zijn van HORAL, als tegen de term ambachtelijk, aangezien hij zelf ook machines gebruikt. De HORAL organiseert sinds 1997 eind april tweejaarlijks de opendeurdag "Toer de Geuze" waarbij alle aangesloten brouwerijen en stekerijen te bezoeken zijn en de bieren op locatie geproefd kunnen worden.

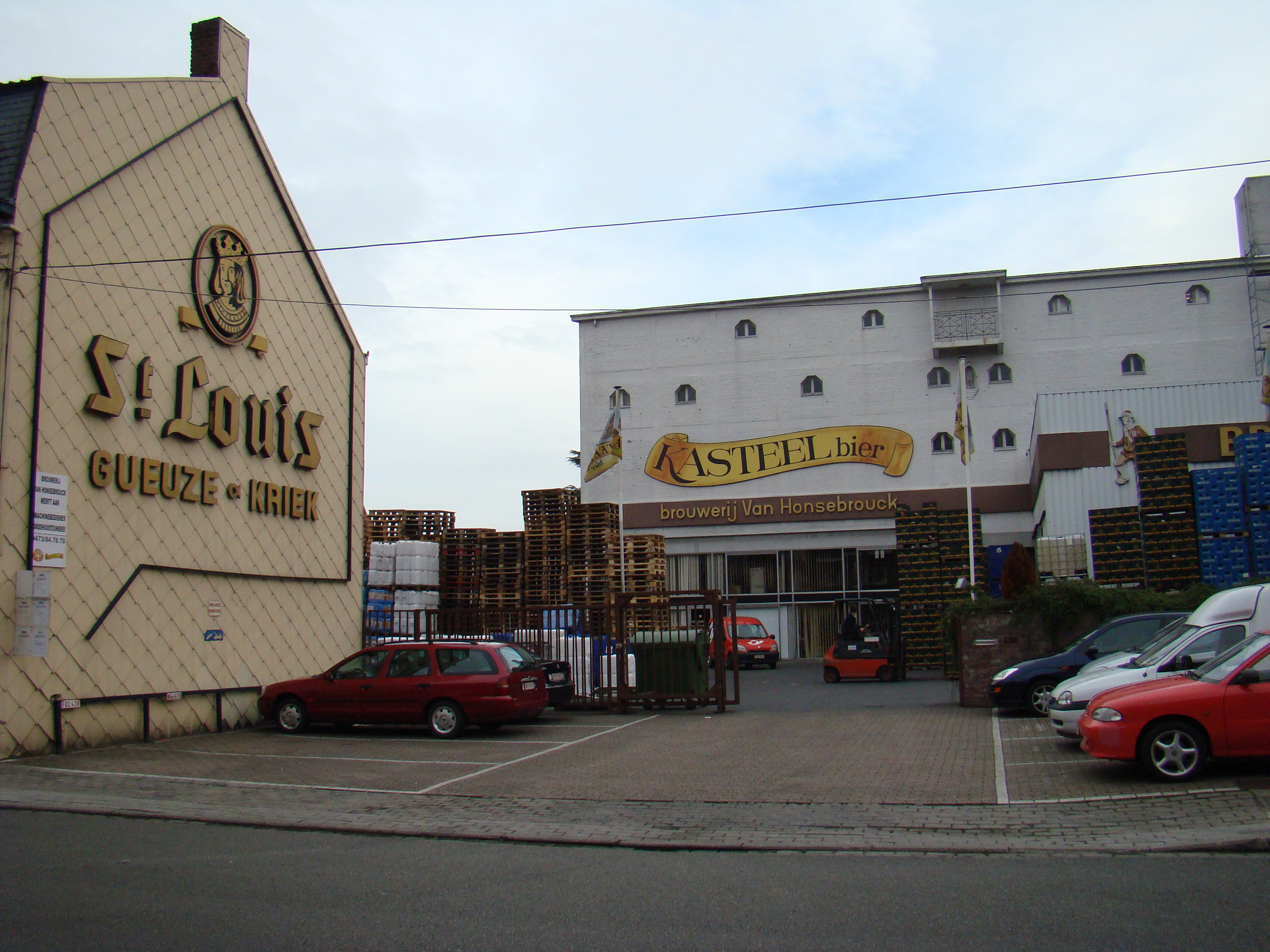
Brouwerij Van Honsebrouck brouwt geuze en kriek St. Louis, maar ligt te Ingelmunster in West-Vlaanderen.

Twee brouwerijen in West-Vlaanderen, Van Honsebrouck in Ingelmunster en Brouwerij Omer Vander Ghinste in Bellegem, produceren ook lambiek. Van Honsebrouck maakt "geuze en kriek St. Louis" en Brouwerij Omer Vander Ghinste brengt "Jacobins" op de markt. Na een rechterlijk vonnis kregen ook zij het recht om de naam lambiek (lambic) te gebruiken.

### Nederland
Van 1812 tot en met de jaren zestig van de twintigste eeuw kende Nederland ook enige productie van lambiek en faro, van spontane gisting. In eerste instantie was deze gebaseerd op de bieren uit Brussel en omgeving. De laatste Nederlandse lambiekproducent was bierbrouwerij De Halve Maan in Hulst. Van 2014 tot 2023 werd door de microbrouwerij Vandenbroek "Watergeus" gebrouwen, geïnspireerd door de Brusselse traditie.

### Trivia
Lambik, een van de hoofdpersonages uit de Vlaamse stripreeks Suske en Wiske, is vernoemd naar de biersoort. Striptekenaar Willy Vandersteen was hier dol op.